# Mark Meechan
Markus Meechan er en "YouTuber" fra Skotland, som går under aliasset Count Dankula. I hans værker diskuterer han ofte politiske begivenheder med et komisk islæt.

## Kontrovers
I april 2016 offentliggjorde Markus en video med titlen "M8 Yer Dugs A Nazi", hvori han lærte hans kærestes hund Buddha at løfte poten, når han siger "Sieg Heil", at reagere på sætningen "gas the jews" (dansk: gas jøderne), og han viser også hunden en af Adolf Hitlers taler. Denne video resulterede i, at han i marts 2018 blev anklaget for at være "groft stødende" under The Communications Act of 2003.
Mark Meechan (Count Dankula) valgte at lære sin kærestes hund disse "tricks" som en joke, fordi kæresten mente at hunden Buddha var så sød og uskyldig, så Mark synes det ville være sjovt at få hunden til at gøre "forfærdelige ting" for at vise hans kæreste at hunden ikke altid var så sød og uskyldig som hun troede.
Mark Meechan mødte både modstand, men også stor støtte da han blev anklaget af politiet og fik at vide han skulle i retten.

## Politik
Den 16. juni 2018 blev Meechan medlem af partiet UKIP.